# ChessBrain
ChessBrain è un progetto di calcolo distribuito per il gioco degli scacchi.

## Successi e riconoscimenti
Nell'edizione del 2004 del Guinness dei primati questo progetto è stato inserito come "the largest networked chess computer" (il più grande computer in rete dedicato agli scacchi) nella categoria "Internet Science and Technology" alla pagina 153 della versione in inglese.

## Software
Il software del progetto chiamato ChessBrain II è attualmente in fase di sviluppo sia per la sua versione client che server.